# شایلا استایلز
اماندا هاردی (زاده ۲۳ سپتامبر ۱۹۸۲ – درگذشته ۹ نوامبر ۲۰۱۷) با نام مستعار شایلا استایلز (به انگلیسی: Shyla Stylez) بازیگر پورنوگرافی کانادایی بود.

## حرفه
شایلا استایلز از نوجوانی به پورنوگرافی علاقه پیدا کرد. او به ونکوور نقل مکان کرد و در آنجا رقصنده برهنه و مدل برهنه بود. در وقت آزاد با تلفن یا ایمیل با استدیوهای مختلف تماس می‌گرفت تا بفهمد چگونه در فیلم‌ها ایفای نقش کند، او در سال ۲۰۰۰، درحالیکه ۱۸ سال سن داشت اولین جایزه ای‌وی‌ان خود را دریافت کرد.
او در جریان یک رسوایی جنسی با اورنج کانتی، دستیار کلانتر جورج جارمیلو در کالیفرنیا نقش داشت و اعلام کرد که پیش از این نیز با او روابط متعددی داشته‌است.
او در سال ۲۰۰۷ یک تلویزیون مستقل در لس آنجلس راه‌اندازی کرد.
شایلا استایلز بخاطر هیجان زیاد و تحرک بسیار در سکس شهرت دارد.
در سال ۲۰۱۰ مجله ماکسیم او را در لیست ۱۲ پورن استار برتر قرار داد. در سال ۲۰۱۳ او به دلیل اعتیاد به کوکائین و اضافه وزن از صنعت پورنوگرافی کناره‌گیری کرد، کمپانی پلی گراند او را سومین پورن استار ثروتمند با ثروت بیش از شش میلیون دلار اعلام کرد. شایلا دوباره پس از دو سال با ترک مواد مخدر به پورن بازگشت.
این بازیگر پورن در تاریخ ۹ نوامبر ۲۰۱۷ در سی و پنج سالگی
درگذشت. مادر وی جسد بی‌جان او را بر روی تختش پیدا کرد.